# Светлана Китич
Светла́на «Цеца» Ки́тич (босн. Svetlana Kitić; 7 червня 1960, Тузла, ФНР Югославія) — югославська та боснійська гандболістка. Найкраща гравчиня світу усіх часів за результатами вболівальницького голосування на сайті IHF. Найкраща гандболістка року (1988). Олімпійська чемпіонка (1984) та срібна призерка Олімпійських ігор (1980). Неодноразова призерка чемпіонатів світу та Середземноморських ігор.

## Життєпис
Светлана Китич народилася у Тузлі в родині боснійських сербів. З раннього дитинства почала цікавитися спортом, зокрема футболом, у який грав її батько у вільний час. Втім, голова сімейства вважав, що футбол — гра не для дівчат і Светлана могла б успішно займатися легкою атлетикою. Певний час Китич займалася баскетболом, однак тренер вважав, що вона занадто низька для цього, тож дівчина відгукнулася на пропозиція свого вчителя Бранко Дешича спробувати власні сили у гандбольній секції. Поступово Светлана опанувала премудрості гри та стала найкращим бомбардиром другої ліги та найкращим гравцем ЖГК «Єдинство», за який вона виступала з 14-річного віку.
У 1975 році на талановиту гандболістку звернули увагу скаути одного з найсильніших югославських гандбольних клубів — белградських «Радничків». Втім, керівництво «Єдинства» не мало жодних намірів відпускати свою найталановитішу гравчиню, тож перед Светланою постав вибір — залишитися у Тузлі, або перейти до «Радничків» та пропустити рік через покарання за розрив контракту. Китич зробила вибір на користь сильнішого клубу і, як показав час, не помилилася. Переїхавши до столиці, дівчина почала навчання у белградській торговій школі та з головою поринула у виснажливий, однак вкрай цікавий тренувальний процес. З кожним днем Китич ставала кращою та сильнішою, з нетерпінням очікуючи дозвільних документів, що знову повернули б її до великої гри. Прогрес юної гандболістки був настільки стрімким, що вже наступного року її запросили до національної збірної Югославії. Дебютний поєдинок за збірну Китич провела у вересні 1976 року в Одесі проти збірної Чехословаччини (23:17), ставши справжнім героєм матчу та забивши 6 голів за останні 10 хвилин гри.
1977 року до Китич прийшов перший серйозний міжнародний успіх — у складі збірної Югославії Светлана стала переможницею молодіжного чемпіонату світу та найкращою молодою гравчинею року. За два роки потому вона додала до списку своїх трофеїв «срібло» Середземноморських ігор та ще одну медаль молодіжного чемпіонату світу — на цей раз бронзову.

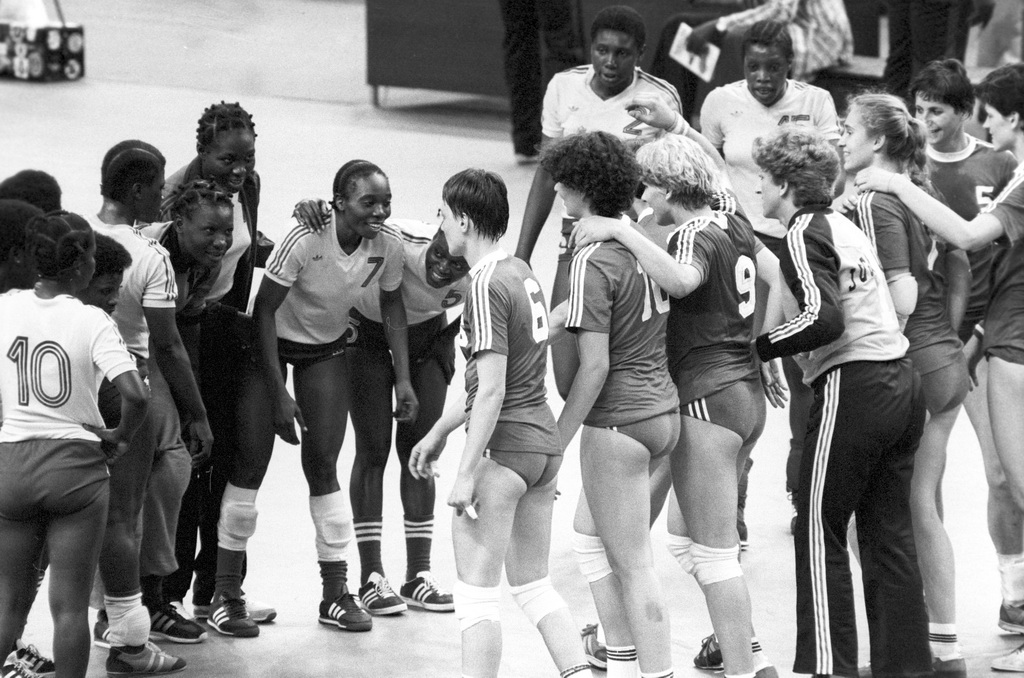
Фрагмент матчу між збірними Конго та СФРЮ на ОІ-1980

 Одним з найуспішніших як для Китич, так і для всього югославського гандболу, видався 1980 рік. У березні «Раднички» за сумою двох матчів впевнено перемогли братиславський «Інтер» (23:10 та 22:19) та вдруге в історії тріумфували у жіночій Лізі чемпіонів ЄГФ, а вже у липні 20-річна Светлана Китич взяла участь у перших для себе Літніх Олімпійських іграх, що відбувалися в Москві. На відміну від чоловічого турніру, змагання серед жінок проходили за круговою системою, тож югославські гандболістки змогли перевірити власні сили у поєдинках з усіма п'ятьма збірними, що брали участь у турнірі. Перемігши у трьох іграх та поступившись лише явному фавориту змагань — збірній СРСР, югославки розділили 2-3 позицію з гандболістками НДР, а з врахуванням нічиї у двобої між цими командами, отримали «срібло» лише завдяки кращій різниці забитих та пропущених м'ячів. Юна Китич була одним з основних елементів відладженого механізму збірної та зробила значний внесок у загальнокомандний успіх, додавши до свого активу першу олімпійську нагороду та 29 забитих м'ячів у п'яти іграх. Того ж року Светлана стала героїнею світських хронік, одружившись з одним з найбільш перспективних та імпозантних футболістів Югославії — Блажем Слишковичем. Втім, вже за чотири місяці потому пара розлучилася, а за деякий час Китич стала дружиною гандболіста Драгана Дашича.
Протягом 1981—1982 років «Раднички», які було вже вкрай важко уявити собі без Китич, двічі поспіль зупинялися за крок від здобуття Кубка чемпіонів ЄГФ, поступившись у фіналі спочатку київському «Спартаку» (13:17, 13:22), а потім і угорському «Вашашу» (19:29, 24:21).
Чемпіонат світу 1982 року в Угорщині Светлана пропустила через вагітність. Можливо, саме її відсутність завадила югославкам підійнятися вище 3-ї сходинки в турнірній таблиці.
У 1984 році Светлана у складі збірної вирушила на Олімпійські ігри до Лос-Анджелесу. Через відмову переважної більшості країн Східного блоку, в тому числі й СРСР, брати участь у Олімпіаді на території США, югославки вважалися фаворитками жіночого гандбольного турніру. Свою перевагу вони впевнено підтвердили на майданчику, здобувши у змаганнях за круговою системою п'ять перемог з п'яти можливих. Светлана Китич була справжнім «мотором» та лідером команди, виводила партнерок на майданчик з капітанською пов'язкою та записала на свій рахунок 22 взяття воріт суперниць.
З 2006 по 2008 рік обіймала посаду спортивного директора жіночої збірної Боснії і Герцеговини з гандболу.
У лютому 2010 року на офіційному сайті Міжнародної гандбольної федерації було завершене вболівальницьке голосування з визначення найкращої гравчині усіх часів, у якому з величезним відривом від своїх суперниць перемогла саме Светлана Китич, що набрала 84,1 % голосів шанувальників гандболу з усього світу. Светлані вдалося обійти таких легендарних майстринь ручного м'яча як Аня Андерсен з Данії (10,3 %), німкеня Вальтрауд Кречмар (3,7 %) та українка Зінаїда Турчина (1,8 %). У січні наступного року Китич була удостоєна престижної сербської нагороди «Оскар популярності» у номінації «Особистість року», обійшовши у голосуванні відомого кінорежисера Еміра Кустурицю.

## Досягнення

### Командні трофеї
У складі ЖГК «Раднички»
- Переможниця Ліги чемпіонів ЄГФ (2): 1980, 1984
- Переможниця Кубка володарів Кубків ЄГФ (1): 1986
- Фіналістка Ліги чемпіонів ЄГФ (4): 1981, 1982, 1983, 1985

У складі національної збірної Югославії
- Олімпійська чемпіонка (1): 1984
- Срібна призерка Олімпійських ігор (1): 1980
- Срібна призерка Середземноморських ігор (1): 1979
- Срібна призерка чемпіонату світу (1): 1990

У складі молодіжної збірної Югославії
- Переможниця молодіжного чемпіонату світу (1): 1977
- Бронзова призерка молодіжного чемпіонату світу (1): 1979

### Індивідуальні досягнення
- 2010 року визнана найкращою гандболісткою світу усіх часів за результатами вболівальницького голосування на офіційному сайті IHF[4].
- Найкраща гандболістка року за версією IHF (1): 1988
- Спортсменка року в Югославії (1): 1984
- Премія «Оскар популярності» у номінація «Особистість року» (1): 2010[5]
- Премія «Lifetime Achievement» за внесок у розвиток сербського спорту (2016)[6]

## Особисте життя

Блаж Слишкович — перший чоловік Светлани Китич

- Батьки — Іванка Китич та Душан Китич, співробітник служби безпеки на тузлинських копальнях.
- Перший чоловік — Блаж Слишкович (1959), югославський та боснійський футболіст та футбольний тренер. Найбільше відомий завдяки виступам у складі сплітського «Хайдука», марсельського «Олімпіка» та збірної Югославії. Чемпіон Європи серед молодіжних команд (1978). Володар Балканського кубка (1980). Як тренер запам'ятався роботою у збірній Боснії і Герцеговини, хорватському «Хайдуку» та низці інших клубів. Одружилися у вересні 1980 року[7] та перебували у шлюбі близько чотирьох місяців, після чого розлучилися. За словами Китич, вона просто втекла через вікно до батьків, а головною причиною невдалого шлюбу називає молодість та моральну неготовність до спільного проживання. Незважаючи на це, Китич та Слишкович залишилися у добрих стосунках[8].
- Другий чоловік — Драган Дашич, югославський гандболіст, з яким Светлана мала стосунки ще до шлюбу зі Слишковичем. Саме той факт, що Китич спочатку надала перевагу іншому, і став визначальним у цих стосунках. За чотири роки подружнього життя Дашич так і не зміг опанувати ревнощі, тож подружжя змушене було розлучитися. У 1983 році Светлана Китич народила сина Николу, який після розлучення мешкав з батьком у Белграді, однак продовжував спілкуватися з матір'ю та молодшими сестрами[9].
- Третій чоловік — Горан Богунович, естрадний менеджер та культуролог, у шлюбі з яким Китич у 1991 році народила доньку Мару, що згодом пішла шляхом матері та стала гандболісткою[10]. Подружжя було разом протягом п'яти років. У 1996 році, через чотири після розлучення зі Светланою, Богунович зник за загадкових обставин на шляху до Будапешту[9]. Чоловіка так і не знайшли, однак за словами Китич, до неї доходили чутки про смерть Горана[11]. В одному з інтерв'ю восени 2017 року Светлана зізналася, що Богунович неодноразово бив її, однак вона намагалася не афішувати це. Зрештою, дійшло до того, що спортсменка опинилася через побиття у лікарні та подала заяву до поліції. За словами самої Китич, це відбувалося через зловживання чоловіка алкоголем та ревнощі[12].
- У 1995 році Светлана Китич почала зустрічатися з власником казино «Fer plej» Зораном Ковачевичем, однак офіційно свої стосунки пара так і не оформила через те, що Ковачевич мав іншу сім'ю. У 1998 році гандболістка народила від Ковачевича доньку Александру, а вже за тиждень бізнесмена було вбито на порозі власного будинку через відмову платити данину рекету[11].
- Четвертий чоловік — Милан Магич[13].
- У лютому 2017 року в пресі почала активно поширюватися інформація щодо прийдешнього одруження Светлани Китич з Деяном Вуковичем на прізвисько «Супер Беба»[14]. Деян молодший за Светлану на 23 роки та має кримінальне минуле. В 2008 році його було поранено в ногу під час стрілянини в букмекерській конторі, а у 2012 році Вукович був засуджений за крадіжку автомобіля та здирництво. Порушивши вимоги запобіжного заходу, «Супер Беба» втік із Боснії і Герцеговини до Белграду, однак наприкінці червня наступного року був затриманий та екстрадований на Батьківщину[15]. Для Вуковича цей шлюб став другим. Станом на 2017 рік він займався сумнівними видами бізнесу.

## Цікаві факти
- У 2008 році Светлана Китич грала у клубі «Раднички» разом з власною донькою Марою Богунович, що лиш розпочинала свій спортивний шлях[10].
- Після визнання у 2010 році найкращою гандболісткою усіх часів за версією IHF Светлана Китич зазначила, що дуже здивована такому рішенню, адже сама визнає, що українка Зінаїда Турчина переважала її за ігровими якостями[16].
- У 2011 році брала участь у кампанії проти дискримінаційних проявів у суспільстві, ініційованій сербським урядом[17].
- У 2012 році почали ширитися чутки про те, що Светлана Китич народила у 17-річному віці двійко дівчаток та одразу ж віддала їх на всиновлення. За інформацією ЗМІ, дівчата весь цей час мешкали у місті Шабаць зі своїми названими батьками. Сама Китич заперечила всі звинувачення та зазначила, що готова пройти ДНК-тест, аби довести, що це не її доньки[18]. Зрештою інформація не знайшла підтвердження, хоч і отримала значний розголос у пресі.